# Kamienna Góra (osada leśna w województwie lubelskim)
Kamienna Góra – osada leśna w Polsce położona w województwie lubelskim, w powiecie chełmskim, w gminie Wierzbica.
W latach 1975–1998 miejscowość administracyjnie należała do województwa chełmskiego.